# Gore (peuple)
Pour les articles homonymes, voir Gore.
Les Gores sont une population qui se trouve dans les différentes localités du Tchad comme bedjonde, doba ou mango. Ils parlent gorais leur langue est similaire à mango, mbay, ngambay. Ils sont originaires de la province du Logone orientale, dans le sud du pays.

## Activités
- Agriculture
- Élevage